# 煤炭学报
《煤炭学报》创刊于1964年，是中国大陆工程科技类月刊，编辑部位于北京市。此刊物由中国煤炭学会主办。
《煤炭学报》在2018年被中华人民共和国国家新闻出版广电总局新闻报刊司评为2017年全国“百强报刊”。